# Kasper Heilmann
Kasper Heilmann (født 13. august 1978 i Sønderborg) er en dansk håndboldspiller. Har spillet håndbold for SG Flensburg-Handewitt fra 2004-2006. Kasper var i sæsonen 2010-2011 træner for det SønderjyskE U-18 hold og efter afslutningen på denne sæson tog han til Thailand, hvor han var landstræner i håndbold for både herre- og damelandsholdet 2011-2012. Kasper arbejder nu på Sportsefterskolen SINE i Løgumkloster.
|  | Artiklen om Kasper Heilmann kan blive bedre, hvis der indsættes et (bedre) billede Du kan hjælpe ved at afsøge Wikimedia Commons for et passende billede eller uploade et godt billede til Wikimedia Commons iht. de tilladte licenser og indsætte det i artiklen. |